# Ho (langue)
Le ho est une langue munda, parlée par des Aborigènes essentiellement dans les États de Jharkhand,  de l'Odisha et du Bengale occidental en Inde. Des locuteurs sont également présents au Bangladesh.

## Phonologie
Les tableaux présentent les phonèmes vocaliques et consonantiques du ho.

### Voyelles
|         | Antérieure | Centrale | Postérieure |
| ------- | ---------- | -------- | ----------- |
| Fermée  | i [i]      |          | u [u]       |
| Moyenne | e [e]      | ə [ə]    | o [o]       |
| Ouverte |            | a [a]    |             |

### Consonnes
|               |               | Bilabiales | Alvéolaires | Alvéolaires | Alvéolaires | Rétrofl. | Vélaires | Glottales |
| ------------- | ------------- | ---------- | ----------- | ----------- | ----------- | -------- | -------- | --------- |
| Centrales     | Latérales     | Bilabiales | Palatales   |             |             | Rétrofl. | Vélaires | Glottales |
| Occlusives    | Sourdes       | p [p]      | t [t]       |             |             | ṭ [ʈ]    | k [k]    | ʔ [ʔ]     |
| Occlusives    | Sourdes asp.  | ph [pʰ]    | th [tʰ]     |             |             | ṭh [ʈʰ]  | kh [kʰ]  |           |
| Occlusives    | Sonores       | b [b]      | d [d]       |             |             | ḍ [ɖ]    | g [g]    |           |
| Occlusives    | Sonores asp.  | bh [bʰ]    | dh [dʰ]     |             |             | ḍh [ɖʰ]  | gh [gʰ]  |           |
| Affriquées    | Sourdes       |            |             |             | c [t͡ʃ]      |          |          |           |
| Affriquées    | Sourdes asp.  |            |             |             | ch [t͡ʃʰ]    |          |          |           |
| Affriquées    | Sonores       |            |             |             | j [d͡ʒ]      |          |          |           |
| Affriquées    | Sonores asp.  |            |             |             | jh [d͡ʒʰ]    |          |          |           |
| Fricatives    | Fricatives    |            | s [s]       |             |             |          |          | h [h]     |
| Nasales       | Nasales       | m [m]      | n [n]       |             | ñ [ɲ]       | ṇ [ɳ]    | ṅ [ŋ]    |           |
| Liquides      | Liquides      |            |             | l [l]       |             |          |          |           |
| Roulées       | Roulées       |            | r [r]       |             |             | ṛ [ɽ]    |          |           |
| Semi-voyelles | Semi-voyelles | w [w]      |             |             | y [j]       |          |          |           |

## Sources
- (hoc) Bhol, Lata et Paramananda Patel, Ho, Tribal Language Study Series, Volume IX, Bhubaneswar, Academy of Tribal Dialects and Culture, Harijan and Tribal Welfare Department, Government of Orissa, 1992.